# Omikron Octantis
Omikron Octantis är en blåvit underjätte i Oktantens stjärnbild.
Stjärnan har visuell magnitud +7,21 och kräver fältkikare för att kunna observeras. Den befinner sig på ett avstånd av ungefär 1790 ljusår.